# Opticopteryx alpina
Opticopteryx alpina là một loài ruồi trong họ Tachinidae.